# Geneeskunde voor het Volk
Geneeskunde voor het Volk (GVHV), in het Frans Médecine pour le Peuple (MPLP), is een Belgische vereniging van geneeskundigen die gratis geneeskunde aanbiedt. Het is een initiatief van de PVDA dat van start ging op 4 januari 1971. Geneeskunde voor het Volk bestaat uit elf forfaitair gefinancierde groepspraktijken in heel België, met 53 dokters, 50 medewerkers en 72 vrijwilligers. De organisatie is onder andere bekend voor haar acties tegen de loodvervuiling in Hoboken, voor lagere geneesmiddelenprijzen met het kiwimodel en voor een toegankelijkere eerstelijnsgeneeskunde door de financiële drempels weg te werken.

## Geschiedenis

### Ontstaan
Op 4 januari 1971 werd de eerste groepspraktijk van Geneeskunde voor het Volk geopend in Hoboken door de twee AMADA-artsen Michel Leyers en Kris Merckx. Merckx was al langer bekend als boegbeeld voor AMADA, de voorloper van de (Belgische) PVDA.
Het werk van de praktijk kreeg internationaal aandacht toen ze loodvergiftiging bij kinderen constateerden die in de wijk woonden van de Union Minière-fabriek. Union Minière, een metallurgisch bedrijf dat tegenwoordig Umicore heet, was de veroorzaker van de loodverontreiniging. Er kwamen zelfs journalisten uit Brazilië en Japan op af. AMADA voerde een politieke strijd om de verontreiniging aan te klagen. Dokter Merckx kreeg daarbij steun van professor Robert Clara, die de loodvergiftiging bevestigde. Het resultaat was dat het bedrijf op korte termijn verplicht werd voor zo'n anderhalf miljard Belgische frank (zo'n 37 miljoen euro) te saneren. Daarnaast werd de PVDA een vaste waarde in het politiek spectrum van Hoboken.
In 1972 werd dokter Merckx, die zijn patiënten aan terugbetalingstarief van de ziekenfondsen verzorgde zonder remgeld aan te rekenen, door de Orde van geneesheren geschorst wegens oneerlijke concurrentie. AMADA riep op om te betogen en dat gebeurde: sympathisanten, AMADA-leden, een delegatie boelarbeiders en enkele bussen studenten verhinderden een schorsing. Merckx werd ook tevergeefs voor het gerecht gedaagd, hierbij kon hij opnieuw rekenen op steun van sympathisanten. Tijdens deze periode verkreeg de organisatie de naam Geneeskunde voor het Volk, vanwege de steun die ze kreeg van het volk en ook om aan te duiden dat de leden geen arts zijn omwille van de hoge erelonen.
In 1973 ontwierp kunstenaar-beeldhouwer Marc Jambers het logo, dat in gebruik was tot 2021. Het bestond uit een gebalde vuist die een dokters- of esculaapkruisje vasthield. Sinds 2021 wordt een woordlogo gebruikt met een megafoon en een hartje.

### Orde van Geneesheren
Sinds de oprichting van Geneeskunde voor het Volk kreeg ze het aan de stok met de Belgische beroepsvereniging van de artsen, de Orde van Geneesheren. De Orde van Geneesheren heeft de macht hun leden te schorsen en zelfs te schrappen, waardoor deze volgens de wet tijdelijk of definitief hun beroep niet meer mogen uitoefenen. De arts Merckx werd door de Orde tweemaal geschorst en voor korte tijd in de gevangenis opgesloten. De Orde verweet Geneeskunde voor het Volk oneerlijke concurrentie en een gebrek aan collegialiteit. Geneeskunde voor het Volk beweert dat de Orde zich schuldig maakt aan vriendjespolitiek, dat ze ondemocratisch werkt, ze op winst uit zijn ten koste van hun patiënten en dat ze het beroep van arts invult op een elitaire manier.
Het conflict bereikte zijn hoogtepunt toen de Orde van Geneesheren zijn steun toekende aan de staking van het artsensyndicaat in 1980 onder leiding van dr. Wynen. Volgens Geneeskunde voor het Volk had deze staking als doel dat de artsen hogere prijzen zouden kunnen vragen, daarom weigerde een deel van de rode artsen sindsdien principieel hun lidgeld te betalen. De organisatie ijvert er zelfs voor de Orde van Geneesheren af te schaffen en te vervangen door een "Hoge Raad voor Medische Ethiek". De orde reageerde hierop door verschillende artsen van Geneeskunde voor het Volk te schorsen en te dreigen met deurwaarders om het achterstallige lidgeld te vorderen. In 1985 viel de Orde vergezeld door politie binnen in de groepspraktijk van Genk. Ze sloegen er dr. Harrie Dewitte, dr. Huub Dierick en dr. Marc Martens in de boeien en namen de inboedel in beslag. Door een grote steun van sympathisanten moest de orde op zijn stappen terugkomen.
Toen ook andere artsen, Jan-Harm Keijzer, Nele Vandenbempt, Chris Depredomme, Dirk Van Duppen en anderen zich moesten verantwoorden voor de Orde van Geneesheren, waren er steeds sympathisanten aanwezig die protesteerden tegen de Orde. In sommige gevallen kwamen conflicten tussen de beide partijen tot voor de vrederechter.

### Uitbreiding
Hieronder een tabel met de openingsdatum van de verschillende groepspraktijken.
| Openingsdatum | Plaats                                                              |
| ------------- | ------------------------------------------------------------------- |
| 1971          | Hoboken                                                             |
| 1974          | Genk                                                                |
| 1975          | Lommel, eerst onafhankelijk progressief, in 1985 overgang naar GvhV |
| 1977          | Zelzate                                                             |
| 1979          | Herstal                                                             |
| 1980          | Deurne                                                              |
| 1985          | Seraing                                                             |
| 1992          | Schaarbeek                                                          |
| 1996          | Marcinelle                                                          |
| 1998          | Sint-Jans-Molenbeek                                                 |
| 1999          | La Louvière                                                         |

In 1974 startte Harrie Dewitte met een tweede groepspraktijk, nadat hij eerder als ondergronds mijnwerker aan de slag was geweest in de steenkoolmijn van Winterslag. De groepspraktijk hield zich bezig met de gezondheid van de arbeiders en hun gezinnen. In samenwerking met syndicale delegees halveerde ze het aantal arbeidsongevallen en het aantal gevallen van ernstvoet. De groepspraktijk van Genk had ook een groot aandeel in de strijd tegen stoflong en de vele arbeidsongevallen.
In 1975 begon dr. Staf Hendrickx een praktijk in de arbeidersgemeente Lommel.
Frans Van Acoleyen startte in 1977 een centrum op in Zelzate. Hij werd ook actief in de gemeenteraad van Zelzate. De jaarlijkse familiefietstocht 'Toer de Frans' is naar hem vernoemd en is uitgegroeid tot een plaatselijk volksfeest.
In 1980 worden er twee nieuwe groepspraktijk opgestart. In Herstal start Johan Vandepaer een eerste centrum in Wallonië. Deurne krijgt ook een GVHV-centrum dat de naam 'De Bres' krijgt, hier werkt onder andere Dirk van Duppen.
In de periode van 1982 tot 2000 kwamen er nog vijf centra bij, namelijk in Seraing, Marcinelle, Schaarbeek, Molenbeek, en La Louvière. De Molenbeekse groepspraktijk werd 'De Renfort' gedoopt en in Schaarbeek krijgt het nieuwe centrum de naam 'De sleutel' mee.

## Werking
Het doel van Geneeskunde voor het Volk is een kwaliteitsvolle, toegankelijke en gratis eerstelijnsgezondheidszorg voor iedereen. Gezondheidszorg is volgens hun visie een basisrecht voor iedereen.
De patiënt moest tot 2002 na een raadpleging het terugbetalingstarief betalen, wat volledig door het ziekenfonds terugbetaald werd. Remgeld en supplementen werden niet aangerekend. De rode artsen verdienen ongeveer evenveel als een arbeider, toen zo'n 1100 tot 1200 euro netto per maand. Dit om te voorkomen dat er een kloof tussen hen en hun patiënten zou ontstaan. Sommige artsen staan bovendien vrijwillig een deel van hun loon aan de PVDA af.
Sinds april 2002 schakelden de groepspraktijken over naar een forfaitair systeem. Hierdoor hoeft de patiënt zelfs het terugbetalingstarief niet meer betalen, een raadpleging gebeurt dus volledig gratis. Er wordt ook meer tijd genomen voor iedere patiënt, er worden per uur slechts drie patiënten behandeld.

## Activisme

### Acties
Geneeskunde voor het Volk voorziet niet enkel in gratis eerstelijnsgezondheidszorg, maar zet zich ook in voor de vrede, neemt standpunt in over mondiale problemen en klaagt wantoestanden in België aan.
Samen met de PVDA komt Geneeskunde voor het Volk op voor het kiwimodel van Dirk van Duppen als alternatief voor de huidige hoge prijzen van geneesmiddelen. In dit kader trokken driehonderd patiënten van Geneeskunde voor het Volk en leden van de Kristelijke Werknemersbeweging (KWB) per bus op zaterdag 21 april 2007 naar het Nederlandse Hulst om goedkope pijnstillers te kopen. In Nederland zijn pijnstillers ongeveer 90% goedkoper dan in België. Dit komt doordat ze in het groot worden aangekocht en de concurrentie tussen de farmaceutische bedrijven daarbij lagere prijzen tot gevolg heeft. Met het kiwimodel pleit Geneeskunde voor het Volk ervoor dat een dergelijk systeem ook in België ingevoerd wordt. Geneesmiddelen zouden door middel van een openbare aanbesteding aangekocht worden voor de apotheken. Dit voorstel is bedoeld om patiënten met kleine inkomens die dagelijks dure medicatie nodig hebben, meer financiële ademruimte te geven.
Een ander initiatief is de 'Griep is geen grap'-campagne. De bedoeling van deze campagne is om zo veel mogelijk 65+'ers zich preventief te laten vaccineren voorafgaand aan de jaarlijkse grieppiek in de wintermaanden. Ziekenhuisopnames en sterfte zouden hiermee vermeden kunnen worden. Verkozenen van de PVDA ijveren bij de gemeenteraden om een gratis vaccinatie of om op zijn minst een brief aan alle risico-groepen te zenden en hen aan te zetten zich te laten vaccineren.
In 2007 kreeg de dertigjarige dr. Karel van Bever, arts bij Geneeskunde voor het Volk in Zelzate, heel wat media-aandacht met zijn boek “Dokter in Overall”. Van Bever was in november 2006 als havenarbeider aan de slag gegaan bij Katoen Natie, eerst als interimmer en later met een vast contract. Het waren de verhalen van verschillende van zijn patiënten en wetenschappelijke boeken over stress en flexibiliteit op het werk die hem aanzetten om zelf het arbeidersleven te ondervinden. Juli 2007 keerde hij terug naar zijn dokterspraktijk. Tijdens zijn arbeidersperiode had hij alle gebrekkige arbeidsomstandigheden neergepend in een dagboek, dat hij publiceerde onder de titel “Dokter in Overall”. In het boek beschrijft hij de werkonzekerheid, gebrekkige gezondheids- en veiligheidsomstandigheden, overuren en de flexibiliteit op de werkvloer.
Sinds 2010 organiseert Geneeskunde voor het Volk samen met het PVDA-magazine Solidair jaarlijks in de maand september het festival ManiFiesta, ook bekend als het Feest van de Solidareit.

### Standpunten
In het begin van GVHV-project was de drijfveer de maoïstische ideologie. Deze twee gedachten: “revolutionaire intellectuelen hebben als taak het volk van harte te dienen” en “we moeten ons bekommeren om de dagelijkse levensomstandigheden van het volk om hen te winnen voor de hogere taken van de revolutie” vormden de motivatie. Alle gezondheidswerkers werden dus opgeroepen om op deze manier van geneeskunde mee te bouwen aan een socialistische maatschappij.
Na een tijd gingen ze op zoek naar een politieke oplossing voor de medische tekortkomingen die ze ondervonden. Ze stelden ook vast dat er zich een kloof van klassenverschil tussen de artsen en hun patiënten voordoet. Heel wat artsen zouden hun patiënten vooral als consumenten zien voor medicijnen en behandelingen. In dit opzicht beschuldigen ze de Orde van Geneesheren ervan het beroep van arts op een elitaire manier in te vullen. Daarnaast zijn ze van mening dat geneeskunde meer is dan simpelweg genezen. Geneeskunde moet volgens hen ook het hoofd bieden aan de omstandigheden die tot ziekte leiden, zoals slechte behuizing, prestatiedwang in de fabriek, opgefokte consumptie en uitbuiting van de derde wereld. Geneeskunde voor het Volk wil hierin samen met de PVDA een tegengewicht vormen. Zo zijn ze actief in de derde wereld met hun partnerorganisatie Viva Salud.
Eind jaren 1970 werd afstand genomen van het extremere ideeëngoed. De PVDA sympathiseerde met de stakende arbeiders van onder meer Cockerill Yards en liet de radicale ideeën wat achterwege om zich opener te kunnen opstellen. Peter Mertens verklaarde in 2008 ook dat de PVDA zich tegenwoordig marxistisch noemt en niet langer maoïstisch of andere -isten. Ze willen voornamelijk strijdbewegingen (zoals de kiwibeweging, griepvaccinatiecampagne...) op poten zetten om hun actiepunten uit te kunnen voeren en kracht bij te zetten.

#### Strijdpunten
Geneeskunde voor het Volk heeft hun visie in acht strijdpunten samengevat:
- Gratis geneeskunde van hoge kwaliteit voor iedereen, in het kader van een nationale en sterke, sociale zekerheid.
- Afschaffing van de prestatiegeneeskunde. Invoering van een vast maandloon voor het medische personeel, inbegrepen: dokters, specialisten en apothekers.
- Oprichten van een Nationale Gezondheidsdienst met vertegenwoordiging van patiënten en een doorzichtige besluitvorming
- Openhouden van alle openbare ziekenhuizen.
- Alle ziekenhuizen volledig toegankelijk voor iedereen.
- Een geneesmiddelenbeleid dat op basis van openbare aanbesteding van ieder geneesmiddel het beste product kiest aan de laagste prijs en kosteloos voor de patiënt.
- Voorrang geven aan preventie, in de ruime zin van het woord: een goede sociale zekerheid, een gezond milieu, een betere arbeidsbescherming en een goede huisvesting.
- Afschaffing van de Orde van Geneesheren en vervanging door een Hoge Raad voor Medische Ethiek.

## Kritiek en controverse
Sommige groepspraktijken die gelieerd zijn aan de PVDA, met name Geneeskunde voor het Volk (GVHV) in Herstal, werden bekritiseerd vanwege een vermenging van medische activiteiten en politieke betrokkenheid.

### Politiek gebruik van medische structuren
Volgens een memorandum, geciteerd door verschillende Belgische media zoals L’Écho, RTBF, Le Spécialiste en Le Vif, werden patiënten benaderd onder het voorwendsel van medische redenen, maar met het werkelijke doel hen politiek te engageren. Tijdens verkiezingscampagnes zouden PVDA-functionarissen in Herstal patiënten telefonisch benaderd hebben om te polsen naar hun stemintenties.

### Druk en uitsluiting van patiënten
Volgens dezelfde bronnen en getuigenissen op publieke platforms zouden sommige patiënten onder druk zijn gezet of gesanctioneerd vanwege persoonlijke conflicten en politieke voorkeuren, met gevallen van uitsluiting voor wie andere partijen steunde.

### Politieke gesprekken tijdens consultaties
Artsen zouden patiënten hebben opgeroepen onder het mom van een medisch consult om politieke gesprekken te voeren, soms in aanwezigheid van partijfunctionarissen, wat de grens tussen medische consultatie en politieke activiteit vervaagde.

### Officiële reactie
De vereniging Geneeskunde voor het Volk en de PVDA ontkennen deze aantijgingen en benadrukken dat het medisch beroepsgeheim strikt wordt gerespecteerd en dat er geen medische gegevens aan de partij werden doorgegeven. Ook zouden er geen klachten zijn ingediend bij de Orde van Geneesheren over deze feiten.

### Beperkingen van het forfaitair model
Het forfaitair financieringssysteem, toegepast op groepspraktijken zoals GVHV, verplicht patiënten om al hun zorg binnen dezelfde structuur te ontvangen, zonder de mogelijkheid om externe zorgverleners te raadplegen. Dit beperkt de keuzevrijheid van patiënten en kan leiden tot ernstige onderbrekingen in de zorg wanneer er conflicten zijn met een zorgverlener. Dit systeem wordt ook bekritiseerd omdat het economische selecties van patiënten kan bevorderen, met het risico dat mensen met dure of langdurige zorg worden uitgeschreven.

### Illustratie: het geval van een patiënte uit Herstal
Een sprekend voorbeeld is een 74-jarige patiënte, sinds 1979 patiënt bij GVHV Herstal, die in januari 2025 eenzijdig werd uitgeschreven zonder tegenwoordige procedure, nadat een verpleegkundige die haar insuline-injecties toediende zich ongemakkelijk voelde bij haar.
Deze beslissing leidde tot het stopzetten van haar volledige medische opvolging (arts, kinesist, thuisverpleging), aangezien het forfaitair model haar verhinderde elders zorg te zoeken. Haar familie bekritiseerde het gebrek aan transparantie en vermoedde een economische motivatie. Er werd een klacht ingediend bij de Provinciale Raad van de Orde van Geneesheren en een verzoek tot onderzoek bij de Federatie van Groepspraktijken, zonder publieke opvolging.

### Mantelorganisatie
Geneeskunde voor het Volk wordt soms omschreven als het belangrijkste propagandamiddel van de Partij van de Arbeid, waarbij de middelen van de gezondheidsdienst gebruikt zouden worden om de partij te ondersteunen. Getuigen beschuldigen de PVDA ervan om het medisch beroepsgeheim niet te respecteren en partijpolitiek te prediken bij consultaties in de groepspraktijken van Geneeskunde voor het Volk. De partij ontkent elke schending van het beroepsgeheim. De kranten van de groep Sudpresse melden ook dat het zeer twijfelachtig is of partijpolitieke affiches wel mogen uitgehangen worden op plaatsen waar mensen enkel naartoe gaan om medische zorgen te krijgen.